# Knebworth Festival 1979
Knebworth Festival 1979 е музикално събитие, включващо концерти на Лед Зепелин и други изпълнители, състояло се в Небуърт Хаус, Хартфордшир, Англия през Август 1979 г.

## История
Ежегодните поп- и рок-концерти на това място се организират от 1974 г. През 1979 г. ветеранът промоутър Фреди Банистър ангажира групата за събитието, като уточнените дати са 4 и 11 август.
Групата не е имала изяви от 2 години, по време на Северноамериканското турне 1977 г., прекъснато заради смъртта на петгодишния син на Робърт Плант. Последният им концерт в Обединеното кралство е отпреди цели 4 години. Мениджърът Питър Грант избира фестивала пред продължителни гастроли. Дейв Луис:
Цялата операция по органзирането на концерт или турне на Зепелин бе твърде сложна. След експеримента на Пейдж от клубното турне 1971 г. малките места за свирене отпадаха. Последното им появяване в зала (Ърлс Корт) бе преди 4 години. Питър Грант искаше завръщането им да бъде възможно най-грандиозно. Решението бе Небуърт. Последваха преговори, първа дата (4.08.1979) и евентуална втора. Интересът към първата бе огромен, което наложи и определяне на следваща – 11 август.
Хонорарът за групата е най-големият платен дотогава за самостоятелен концерт.
Преди фестивала Лед Зепелин репетират в Bray Film Studios в Лондон, посещават Небуърт Хаус и правят рекламни фотоси за постерите на събитието. В края на юли изнасят два подгряващи концерта във Falcon Theatre (Копенхаген), Дания.
Останалите изпънители на фестивала са The New Barbarians (с Кейт Ричардс и Рони Уд), които свирят само на 11-и, Todd Rundgren and Utopia, Southside Johnny, Marshall Tucke, Commander Cody, Chas & Dave и Fairport Convention.
Според официалния сайт на Небуърт Хаус фестивалът включва най-голямата сцена, строена дотогава, 500 тоалетни, 750 писоара и най-голямата рок-група в света. Лед Зепелин изнасят последния си концерт на това място, което е и края на един етап от фестивалната история. Шумът от мероприятието се чува на 7 мили. Почистващите екипи едва смогват между концертите. По данни на полицията броят на присъстващите е около 200 000 на нощ. Веригите супермаркти Tesco и Sainsburys понасят големи загуби от кражби и лордът на Небуърт Коболт се озовава в съда.
Това е един от най-посещаваните концерти в историята на състава. Луис пише:
За мнозина това бе първия концерт въобще, за мнозина – единствения шанс да видят Лед Зепелин на живо. Първото шоу, изпълено с толкова хъс, е може би най-важното в кариерата им. 
Подобно на него Крис Уелч от „Мелъди Мейкър“ отбелязва, че публиката включва едно цяло поколение, което никога преди това не е виждало Лед Зепелин в разцвета на силите им.
Това е последното шоу на групата в Обединеното Кралство до концерта в О2 през 2007 г.

## Реакции на критиката
Отразяващите лайфа дават нееднозначни оценки на проявата. Позитивните реакции са от „Мелъди Мейкър“ и „Рекърд Мирър“, докато други големи издания като „Ню Мюзикъл Експрес“, „Саундс“, „Ролинг Стоун“ и „Сънди Таймс“ охарактеризират шоуто като мудно и овехтяло. След продължителното отсъствие от британската сцена и пънк-инвазията, Лед Зепелин изглеждат демоде.
Негативните публикации изкарват извън нерви Плант, който не пести саркастичните си забележки от сцената по време на второто шоу. Въпреки това певецът има своите резерви за концертите:
Небуърт бе безполезен, знаехме го, но това е мениджърско решение. Не бях спокоен колкото исках и се чувствах измамен. Имаше прекалено много очаквания и най-малкото, което можехме да направим е да бъдем достатъчно уверени, за да не ни унищожат. Осакатихме звяра до живот, но не го убихме. Беше добре, но само защото всички го правеха така. Това бе замисъла на събитието.
През 2005 г. в едно интервю той добавя:
Бях откачил от нерви. Това бе първия ни гиг на Острова от 4 години и голяма възможност да възвърнем позициите си. Постоянно говорехме за това. Накрая излязохме смутени и объркани пред 210 000 души на поляната и още 180 000 на втория ден, а около теб се мотаят Кийт и Рони. При такива мащаби никой не може да отговори на тези очаквания. Нещата потръгнаха някак си заради емоционалния заряд. Притеснението остана – ту свирехме бързо, ту по-бавно – като да опитваш да приземиш самолет с един мотор. За всички освен нас преживяването бе фантастично.
Питър Грант признава напрежението, което се усеща в музикантите, но го нарича ориентировъчен опит да се завърнат в светлините на прожекторите. Някои моменти спират дъха, други са печално нелепи. Уелч, който също присъства, има подобна позиция:
Феновете определено ги подкрепяха, но се натрапваше усещането, че дните на групата са преброени. Реакцията беше все едно гледат като хипнотизирани ритуала на някакъв чужденец. Далеч от истерията на по-ранните концерти. В паузите между парчетата Робърт Плант изглеждаше смутен и мълчалив. В огромното студено пространство можеше да се чуе падането на игла. Вик на признателност над Небуърт оттекна едва след като запява ‘Stairway to Heaven’ и ‘Trampled Underfoot’.

## Аудио и видео
Rolling Stones Mobile Studio (с тонрежисьор George Chkiantz) записват професионално двата концерта с картина на живо, излъчвана директно и върху гигантски екран зад сцената. Режисьор на филма е Chris Bodger. Имало е идея за кадри, които да се използват специално по телевизията (затова и музикантите са с еднакви дрехи двете вечери), но тя не се реализира. Кратки клипове от някои песни са използвани за промоционални цели от Atlantic Records.
Първите записани от публиката аудио- и видео бутлези стават достъпни в началото на 80-те и оттогава се предават и размножават между феновете. До появата на „Led Zeppelin DVD“ – 2003 г. групата не е издавала официално видеоматериал от концерта. Въпросното DVD е ремастерирано дигитално и в него са използвани кадри и от двата концерта.

## Сетлист
От последния тогава албум In Through the Out Door на концертите са изпълнени 2 песни – „Hot Dog“ и „In the Evening“. Планирано е плочата да излезе преди фестивала, но по различни причини се появява малко след него.
Сетлист:
1. „The Song Remains the Same“ (Пейдж, Плант)

2. „Celebration Day“ (Джоунс, Пейдж, Плант)

3. „Black Dog“ (Джоунс, Пейдж, Плант)

4. „Nobody's Fault but Mine“ (Пейдж, Плант)

5. „Over the Hills and Far Away“ (Пейдж, Плант)

6. „Misty Mountain Hop“ (Джоунс, Пейдж, Плант)

7. „Since I've Been Loving You“ (Джоунс, Пейдж, Плант)

8. „No Quarter“ (Джоунс, Пейдж, Плант)

9. „Ten Years Gone“ (Пейдж, Плант)*

10. „Hot Dog“ (Пейдж, Плант)

11. „The Rain Song“ (Пейдж, Плант)

12. „White Summer“/Black Mountain Side (Пейдж)

13. „Kashmir“ (Бонъм, Пейдж, Плант)

14. „Trampled Under Foot“ (Джоунс, Пейдж, Плант)

15. „Sick Again“ (Пейдж, Плант)

16. „Achilles Last Stand“ (Пейдж, Плант)

17. „Page Solo“ (Пейдж)

18. „In the Evening“ (Джоунс, Пейдж, Плант)

19. „Stairway to Heaven“ (Пейдж, Плант)

Бисове:
1. „Rock and Roll“ (Бонъм, Джоунс, Пейдж, Плант)

2. „Whole Lotta Love“ (Бонъм, Dixon, Джоунс, Пейдж, Плант)

3. „Heartbreaker“ (Бонъм, Джоунс, Пейдж, Плант)*

4. „Communication Breakdown“ (Джоунс, Пейдж, Плант)**

- 4 август; ** 11 август.

## Спорът с Фреди Банистър
След фестивала Грант и Банистър имат разминавания относно броя на посетилите събитието. Мениджърът на Лед Зепелин се позовава на продажбите на билети и реултати, изпратени от лаборатория за мониторинг в Насау (Ню Йорк), базирани на въздушни снимки на тълпата за да се установи степента на посещаемост. Той твърди, че на първата вечер е имало около 218 000 души, а на втората – 187 000. Въпреки това разрешителното е за до 100 000 души. Според Банистър 104 000 са зрителите за цялата първата седмица. За втория концерт Грант прави свое паралелно преброяване на билетите.
Големите разминавания в цифрите както и неплатени сметки към полицията (50000 £) и към кварталната управа (2000 £), принуждават Банистър да обяви компанията си в ликвидация.